# Zygmunt Kopeć
Zygmunt Kopeć (ur. 20 listopada 1924 w Sielcu, zm. 17 kwietnia 1997) – polski rolnik, poseł na Sejm PRL V i VI kadencji.

## Życiorys
Syn Józefa i Józefy. Uzyskał wykształcenie podstawowe. Podczas II wojny światowej należał do Batalionów Chłopskich. Pracował we własnym gospodarstwie rolnym we wsi Brzeście. Współorganizował spółdzielczość w regionie, działając w samorządzie. Był radnym Gromadzkiej i Powiatowej Rady Narodowej. Zajmował stanowisko prezesa Powiatowego Związku Kółek Rolniczych. Od 1949 należał do Zjednoczonego Stronnictwa Ludowego, w którym był wiceprezesem Powiatowego Komitetu w Jędrzejowie. W 1969 i 1972 uzyskiwał mandat posła na Sejm PRL w okręgu Kielce. Przez dwie kadencje zasiadał w Komisji Rolnictwa i Przemysłu Spożywczego.
Został pochowany na cmentarzu parafialnym w Mieronicach.

## Odznaczenia
- Srebrny Krzyż Zasługi
- Odznaka 1000-lecia Państwa Polskiego